# Torres (flygplats)
Torres är en flygplats i Brasilien.   Den ligger i delstaten Santa Catarina, i den södra delen av landet, 1 500 km söder om huvudstaden Brasília. Torres ligger 3 meter över havet.
Terrängen runt Torres är platt. Havet är nära Torres åt sydost. Närmaste större samhälle är Torres, 2,2 km söder om Torres.